# Henry E. Huntington

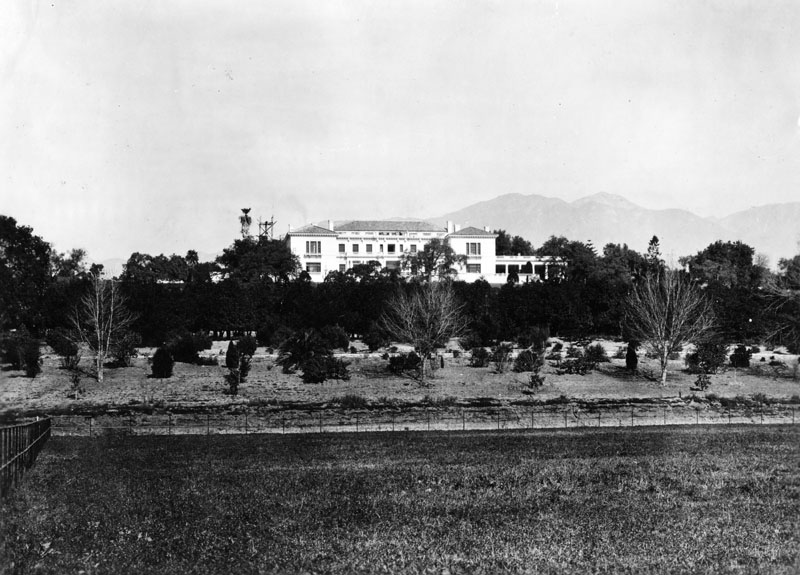
Das „Huntington Mansion“ von 1915 ist heute das Hauptgebäude des Huntington Library Museums.

Henry Edwards Huntington (* 27. Februar 1850 in Oneonta, New York; † 23. Mai 1927 in Philadelphia) war ein amerikanischer Eisenbahn-Tycoon und ein bedeutender Sammler von Kunstwerken und seltenen Büchern.

## Leben
Henry E. Huntington war der Neffe von Collis P. Huntington, einer der „Großen Vier“, die die Central Pacific Railroad gründeten. Diese Eisenbahngesellschaft war eines von den zwei Unternehmen, die 1869 die erste transkontinentale Eisenbahnverbindung der Vereinigten Staaten vollendeten. Huntington hatte zunächst mehrere Führungspositionen in der Gesellschaft seines Onkels inne. Nach Collis P. Huntingtons Tod folgte Henry E. Huntington als Geschäftsführer von Collis Huntington bei der Newport News Shipbuilding and Drydock Company in Virginia. Er heiratete dessen Witwe Arabella Huntington 1913 nach der vorangegangenen Scheidung von seiner ersten Ehefrau, Mary Alice Prentice, einer nahen Verwandten 1910. Er hatte vier Kinder aus erster Ehe; seine zweite Ehe blieb kinderlos.
In Wettbewerb mit dem Unternehmen seines Onkels, der Southern Pacific Railroad, kaufte Huntington 1889 das schmalspurige Straßenbahnsystem Los Angeles Railway. 1901 ergänzte er das Netz mit einem normalspurigen Stadtbahnsystem in Form der Pacific Electric Railway. Der Erfolg dieses Netzes gründete sich auf dem zunehmenden Bedarf regionaler Personenbeförderung rund um die Uhr, den die vorhandenen Eisenbahnlinien nicht decken konnten, sowie auf dem Bauboom in Südkalifornien zu Anfang des 20. Jahrhunderts, als neue Siedlungen in entfernt gelegenen Teilen des Los Angeles-Beckens errichtet wurden (z. B. Huntington Beach, eine neue Ortschaft, die auf der Schiene nur durch die Pacific Electric Railway zu erreichen war). 1905 errichteten Huntington, A. Kingsley Macomber, und William R. Staats die Siedlung Oak Knoll westlich von Huntingtons großem Landgut San Marino in den eichenbedeckten Hügeln von Pasadena liegt. Die neuen Straßenbahnverbindungen erleichterten den Personenverkehr in das Zentrum von Los Angeles und ließen neue Vorstädte entstehen. 1902 wurde das Netz durch den Erwerb der Mount Lowe Scenic Railway oberhalb von Altadena in den San Gabriel Mountains.
1906 gründete Huntington mit Frank Augustus Miller, dem Besitzer des Mission Inn Hotels, und Charles M. Loring, die Huntington Park Association, die den nahe gelegenen Mount Rubidoux in Riverside kaufte, eine Straße zur Kuppe bauen ließ und das Gebiet als Park für die neue Stadt Riverside entwickelte. Die Straße wurde im Februar 1907 fertiggestellt. Die weitläufigen Besitzungen wurden in den folgenden Jahrzehnten von den Erben Frank Millers der Stadt Riverside übergeben. Der Berg ist heute ein 0,65 km² großer Stadtpark.
1910 erreichte Huntingtons Straßenbahnnetz eine Länge von 2.100 km. Zur Zeit seiner größten Ausdehnung verkehrten darauf mehr als 20 Straßenbahnlinien, für die 1.250 Straßenbahnen fuhren. Sie verkehrten in der Innenstadt von Los Angeles und den umliegenden Stadtteilen wie Echo Park, Westlake, Hancock Park, Exposition Park, West Adams, Vernon, Boyle Heights und Lincoln Heights.
Huntington zog sich 1916 aus dem aktiven Geschäftsleben zurück. Er war Kunstsammler und ein großer Förderer der Stadt Los Angeles im ausgehenden 19. und frühen 20. Jahrhundert. Er starb 1927 in Philadelphia während eines chirurgischen Eingriffs. Bestattet wurde er in Kalifornien. Sein Grabmal befindet sich in den Gärten der Huntington Library im Pasadena.